# Raúl Vale
Raúl Ricardo Vale Castilla (Maracaibo, 20 de abril de 1944-Houston, 7 de diciembre de 2003) fue un actor, comediante, cantante y compositor mexicano de origen venezolano. Reconocido por su versatilidad en el mundo del espectáculo, fue apodado "El hombre espectáculo" debido a su habilidad para destacar en múltiples áreas del entretenimiento. Vale se convirtió en una figura popular en la televisión mexicana durante las décadas de 1970 y 1980, participando regularmente en programas de variedades como Siempre en Domingo. Como compositor, colaboró con grandes artistas de la música, y su estilo humorístico lo consolidó como uno de los comediantes más queridos de su época. Su carrera también incluyó papeles en cine y teatro, además de trabajos como presentador de televisión. A lo largo de su vida, dejó una huella imborrable en la cultura popular mexicana.

## Primeros años y familia
Raúl Vale Castilla hijo de Nicolás Vale Quintero, uno de los pioneros de la radio y la televisión en su país natal, y Elvira Castilla Herrera miembro del dueto Las Guarecitas en los años 30; nació el 20 de abril de 1944, en Maracaibo, Venezuela. Siendo un niño, su familia se trasladó a México, país originario de su madre.
Su carrera artística la inició en los 70 cuando representó a México en la Tercera Olimpiada de la Canción, en Atenas, Grecia, donde interpretó el tema 'Avalancha', composición de Homero Aguilar, por la que obtuvo el cuarto lugar.
Después, protagonizó varios programas en el canal 12 de Hermosillo, Sonora, donde cantaba y actuaba, hasta que en febrero de 1972 fue nombrado asesor general de mercadotecnia y jefe de exportación y coproducciones de Canal 13 en México.

## Carrera
Vale, era un artista muy versátil dominaba muchos instrumentos, el piano, el arpa, la mandolina, la guitarra, el bajo, la armónica y el órgano, ya desde muy pequeño su padre le enseño a tocar la guitarra, por lo que se le apodó el hombre espectáculo.  

### Carrera musical
Raúl Vale comenzó su carrera musical como compositor, logrando que sus temas fueran interpretados por figuras importantes de la música en español, como José José, Lupita D'Alessio, y Angélica María, entre otros. Su estilo único le permitió convertirse en una figura respetada dentro de la música popular mexicana.

### Carrera en la comedia y televisión
A lo largo de las décadas de 1970 y 1980, Vale se destacó también por su faceta humorística. Aparecía frecuentemente en programas de variedades y fue uno de los invitados recurrentes de Siempre en domingo, donde combinaba su talento para la música y la comedia.[cita requerida]

### Carrera como actor
Además de sus múltiples facetas, Raúl Vale incursionó en la actuación, participando en películas y telenovelas mexicanas, demostrando su versatilidad artística.

### Carrera como presentador
Se dedicó a la producción y dirección de programas televisivos de variedades y entrevistas como 'Bienvenido a su casa', 'La hora de Raúl Vale' y 'Buenas tardes musicales'.

## Vida personal
Raúl Vale ya venia de un divorcio, del que fueron fruto sus dos hijos mayores Raúl y Lourdes cuando contrajo matrimonio con la famosa cantante y actriz Angélica María en 1975. Junto a la cantante tuvieron una hija, Angélica Vale, quien también se convirtió en una destacada actriz y cantante. Sin embargo, se volvió a divorciar en 1989. Posteriormente se casó con Arlette Pacheco, con la que tuvo una relación de infidelidad durante un tiempo. Con ella tuvo dos hijas: Carla y Nicole. Por último se casó con Hanny Sáenz, su cuarto matrimonio y con quien estuvo hasta su muerte producto de un cáncer pulmonar, Raúl Vale falleció el 7 de diciembre de 2003 en Houston, Texas, a los 59 años, debido a complicaciones por cáncer. Su muerte causó gran pesar en el mundo del espectáculo mexicano, donde fue recordado por su carisma y legado artístico.

## Legado
Como compositor deja un legado de 700 composiciones. Además en el 2000 cuando cumplió 30 años de su carrera, lo festejó con la fundación de la Academia Mexicana del Humor, cuyo objetivo era premiar, reconocer, desarrollar y estimular a los nuevos valores que incursionan en los distintos géneros de la comedia.

## Discografía
En su carrera discográfica grabó 32 discos de canciones y 10 de chistes.
| Año de publicación | Título                                                     | Formato            | Discográfica                     |
| 1974               | Raúl Vale                                                  | LP, Álbum          | Melody                           |
| 1976               | Con El Mariachi México-Mi Provincia Mexicana               | LP, Álbum, estéreo | Melody                           |
| 1976               | Los chistes prohibidos de Raúl Vale                        | LP, Álbum          | Melody                           |
| 1976               | El milagro de vivir contigo                                | LP, Álbum          | Melody                           |
| 1977               | Eres toda una mujer                                        | LP, Álbum          | Melody                           |
| 1980               | Los chistes prohibidos de Raúl Vale                        | LP, Álbum          | Melody                           |
| 1980               | Raúl Vale                                                  | LP, Álbum, estéreo | Profono Internacional, Inc.      |
| 1980               | Los chistes con o sin marambo                              | LP, Álbum          | Melody                           |
| 1981               | Tu boca le va a mi boca                                    | LP, Álbum          | Melody internacional             |
| 1982               | Los chistes con marambo tropical-De Raúl Vale              | LP, Álbum          | RCA Victor                       |
| 1982               | Raúl Vale                                                  | LP, Álbum          | RCA Victor                       |
| 1987               | La picardía de colores                                     | LP, Álbum          | Embassy                          |
| 1988               | Y ahora con ustedes el hombre espectáculo                  | LP, Álbum          | Arcoíris                         |
| 1989               | Arriba la vida                                             | LP, Álbum          | Polydor                          |
| 1989               | Los chistes prohibidos De Raúl Vale, Solo para muy adultos | LP, Álbum          | DCM                              |
| 1991               | Diariamente                                                | LP                 | IM Discos & Cassettes            |
| 1998               | Chistes de todos los colores                               | LP, Álbum          | Conty                            |
| 2002               | Raúl Vale Volumen 1                                        | LP, Álbum          | Discos Continental, S.A. de C.V. |
| 2004               | Raúl Vale Volumen 2                                        | LP, Álbum          | TRICD, Discos Continental        |
| 2006               | Eres toda una mujer                                        | LP, Álbum          | Todo                             |

## Filmografía

### Telenovelas y series
| Año  | Series y Películas        | Personaje        |
| ---- | ------------------------- | ---------------- |
| 1977 | Corazón salvaje           | Adrián Lefevre   |
| 1979 | La guerra de los pasteles | Teniente Antonio |
| 1985 | Operación marihuana       |                  |
| 1994 | Suerte en la vida         |                  |
| 1994 | La risa trabajando        |                  |
| 1995 | Mecánica mexicana         |                  |
| 1995 | Revancha de mujer         | Justín           |
| 1997 | La crisis me da risa      |                  |
| 2002 | Parejas disparejas        |                  |
| 2002 | Luna de Miel automática   |                  |

## Premios y reconocimientos
Dirigió, actuó y compuso los temas de la obra "Trampas para un amor", por la cual recibió el premio "Silvestre Revueltas", otorgado por la Asociación de Críticos de Teatro.  